# Nashville (Arkansas)
Pour les articles homonymes, voir Nashville (homonymie).
La ville américaine de Nashville est le siège du comté de Howard, dans l’Arkansas. Lors du recensement de 2000, sa population s'élevait à 4 878 habitants.

## Démographie
| 1880 | 1890 | 1900 | 1910  | 1920  | 1930  | 1940  | 1950  |
| ---- | ---- | ---- | ----- | ----- | ----- | ----- | ----- |
| 172  | 810  | 928  | 2 374 | 2 144 | 2 469 | 2 782 | 3 548 |

| 1960  | 1970  | 1980  | 1990  | 2000  | 2010  | - | - |
| ----- | ----- | ----- | ----- | ----- | ----- | - | - |
| 3 579 | 4 016 | 4 554 | 4 639 | 4 878 | 4 627 | - | - |

## Source
- (en) Cet article est partiellement ou en totalité issu de l’article de Wikipédia en anglais intitulé « Nashville, Arkansas » (voir la liste des auteurs).

1. ↑  « Statistiques des États-Unis - Arkansas - Profils des communautés de 2010 » (consulté en novembre 2020)